# Hueso piramidal
El hueso piramidal es un hueso de la muñeca, par, corto, esponjoso, en forma de pirámide cuadrangular, con seis caras, de las cuales tres son articulares.
En su cara anterior posee una superficie articular que se relaciona con el pisiforme, su cara posterior es rugosa y presenta una cresta donde se inserta el ligamento colateral cubital del carpo. En su cara superior se relaciona con el disco articular y en su cara inferior con el ganchoso.
Es un hueso de la primera fila del carpo; se articula con el pisiforme, semilunar y ganchoso.
Para tener una mayor idea de su ubicación se podría decir que es el tercero en el carpo así el orden sería: escafoides, semilunar y piramidal.